# Galepsus montanus
Galepsus montanus är en bönsyrseart som beskrevs av Werner 1907. Galepsus montanus ingår i släktet Galepsus och familjen Tarachodidae. Inga underarter finns listade i Catalogue of Life.